# 제천시의 행정 구역
제천시의 행정 구역은 1읍 7면 9동으로 구성되어 있다. 제천시의 면적은 883.09km2이며, 인구는 2014년 12월 31일을 기준으로 59,233 세대, 136,805명이다.

## 행정 구역
| 읍면동   | 한자     | 면적   | 세대   | 인구    | 행정 지도 |
| -------- | -------- | ------ | ------ | ------- | --------- |
| 봉양읍   | 鳳陽邑   | 144.87 | 3,495  | 7,410   |           |
| 금성면   | 錦城面   | 68.48  | 1,011  | 2,086   |           |
| 청풍면   | 淸風面   | 91.75  | 702    | 1,287   |           |
| 수산면   | 水山面   | 88.89  | 1,148  | 2,098   |           |
| 덕산면   | 德山面   | 111.51 | 1,178  | 2,285   |           |
| 한수면   | 寒水面   | 75.37  | 393    | 824     |           |
| 백운면   | 白雲面   | 135.14 | 1,633  | 3,329   |           |
| 송학면   | 松鶴面   | 72.69  | 2,437  | 5,045   |           |
| 교동     | 校洞     | 3.75   | 7,038  | 19,169  |           |
| 의림지동 | 義林地洞 | 12.24  | 3,733  | 9,543   |           |
| 중앙동   | 中央洞   | 0.97   | 3,218  | 7,229   |           |
| 남현동   | 南峴洞   | 0.85   | 3,229  | 7,081   |           |
| 영서동   | 榮西洞   | 10.89  | 3,937  | 8,374   |           |
| 용두동   | 龍頭洞   | 15.39  | 8,052  | 18,791  |           |
| 신백동   | 新百洞   | 34.53  | 5,238  | 13,505  |           |
| 청전동   | 靑田洞   | 2.75   | 8,404  | 19,171  |           |
| 화산동   | 花山洞   | 13.02  | 4,912  | 10,635  |           |
| 제천시   | 堤川市   | 883.09 | 59,233 | 136,805 |           |

## 법정동·리
| 읍·면·행정동 | 법정동·리 |
| ------------ | --- |
| 봉양읍       | 주포리(周浦里), 장평리(長坪里), 미당리(美堂里), 명도리(明道里), 봉양리(鳳陽里), 명암리(明岩里), 학산리(鶴山里), 옥전리(玉田里), 구학리(九鶴里), 팔송리(八松里), 연박리(硯朴里), 원박리(院朴里), 구곡리(九曲里), 공전리(公田里), 마곡리(馬谷里), 삼거리(三巨里) |
| 금성면       | 구룡리(九龍里), 성내리(城內里), 월굴리(月窟里), 중전리(中田里), 포전리(浦前里), 활산리(活山里), 사곡리(社谷里), 적덕리(積德里), 진리(榛里), 월림리(月林里), 위림리(渭林里), 양화리(陽化里), 대장리(大壯里), 동막리(東幕里) |
| 청풍면       | 읍리(邑里), 연곡리(淵谷里), 광의리(廣儀里), 계산리(鷄山里), 황석리(黃石里), 후산리(後山里), 사오리(査伍里), 부산리(婦山里), 장선리(長善里), 단돈리(丹頓里), 방흥리(芳興里), 오산리(伍山里), 진목리(眞木里), 양평리(陽坪里), 도곡리(陶谷里), 대류리(大柳里), 신리(新里), 용곡리(龍谷里), 연론리(連論里), 단리(丹里), 물태리(勿台里), 도리(道里), 실리곡리(實利谷里), 북진리(北津里), 도화리(桃花里), 교리(校里), 학현리(鶴峴里) |
| 수산면       | 수산리(水山里), 내리(內里), 적곡리(赤谷里), 수곡리(水谷里), 수리(水里), 대전리(大田里), 계란리(鷄卵里), 괴곡리(槐谷里), 원대리(院垈里), 다불리(多佛里), 전곡리(前谷里), 구곡리(九谷里), 도전리(道田里), 율지리(栗枝里), 지곡리(池谷里), 서곡리(鋤谷里), 오티리(吾峙里), 성리(城里), 상천리(上川里), 하천리(下川里), 능강리(綾江里), 고명리(高明里)                                                                             |
| 덕산면       | 도전리(道田里), 성암리(城岩里), 신현리(新峴里), 수산리(壽山里), 월악리(月岳里), 도기리(道基里), 선고리(仙古里) |
| 한수면       | 황강리(黃江里), 서창리(西倉里), 덕곡리(德谷里), 한천리(寒泉里), 역리(驛里), 북노리(北老里), 상노리(上老里), 탄지리(炭枝里), 복평리(伏坪里), 송계리(松界里) |
| 백운면       | 평동리(平洞里), 운학리(雲鶴里), 덕동리(德洞里), 화당리(花塘里), 도곡리(道谷里), 방학리(放鶴里), 모정리(茅亭里), 애련리(愛蓮里), 원월리(院月里) |
| 송학면       | 무도리(務道里), 장곡리(長谷里), 입석리(立石里), 시곡리(柴谷里), 도화리(桃花里), 포전리(浦田里), 송한리(松寒里), 오미리(五味里) |
| 교동         | 교동(校洞), 장락동(長樂洞) |
| 의림지동     | 고암동(古岩洞), 모산동(茅山洞) |
| 중앙동       | 명동(明洞), 의림동(義林洞), 중앙로1가(中央路1街), 중앙로2가(中央路2街) |
| 남현동       | 남천동(南泉洞), 동현동(東峴洞) |
| 영서동       | 영천동(榮川洞), 서부동(西部洞), 신동(新洞), 천남동(泉南洞) |
| 용두동       | 신월동(新月洞), 왕암동(旺岩洞), 하소동(下所洞) |
| 신백동       | 신백동(新百洞), 고명동(高明洞), 대랑동(大郞洞), 두학동(頭鶴洞), 자작동(自作洞), 흑석동(黑石洞) |
| 청전동       | 청전동(靑田洞) |
| 화산동       | 화산동(花山洞), 강제동(江諸洞), 명지동(明芝洞)산곡동(山谷洞), |

## 역사
이 지역에서 사람이 살기 시작한 것은 구석기시대부터이다. 송학 포전리 점말동굴과 도화리 고인돌, 봉양읍 학산리 고인돌, 청풍면 황석리 고인돌 등을 통해 이 같은 주장이 뒷받침된다. 특히 송학 포전리 점말동굴은 남한지역에서 최초로 확인된 구석기 유적으로 큰 역사적 가치를 가지고 있다.
- 1106년 감무(監務)를 두었다.
- 1460년 제천현(堤川縣)을 설치하고 현감(縣監)을 두었다. 이웃한 청풍 지역은 청풍군(淸風郡)이 되었다.
- 1660년 청풍군이 청풍도호부(淸風都護府)로 승격되었다. (현종비 명성왕후 김씨의 관향)
- 1895년 6월 23일(음력 윤5월 1일) 제천현이 제천군(堤川郡)으로 승격되고, 청풍도호부가 청풍군으로 환원되어, 충주부 제천군, 청풍군이 되었다.[1]
- 1896년 8월 4일 충청북도 제천군, 청풍군으로 개편하였다.[2]
- 1914년 4월 1일 청풍군을 제천군에 병합하였다.[3]

| 조선총독부령 제111호 |                | |
| 구 행정구역 | 신 행정구역    | 신 행정구역 |
| 제천군 근좌면(近左面) | 근좌면         | 공전리, 구곡리, 마곡리, 삼거리, 연박리, 원박리                                                                         |
| 제천군 근우면(近右面) | 근우면         | 구학리, 명도리, 명암리, 미당리, 봉양리, 신리, 옥전리, 왕암리, 장평리, 주포리, 팔송리, 천남리, 학산리                   |
| 제천군 현우면(縣右面) | 읍내면(邑內面) | 읍부리(邑部里), 신백리, 청전리, 하소리, 화산리                                                                         |
| 제천군 현좌면(縣左面) | 읍내면(邑內面) | 고암리, 모산리, 신월리, 장락리                                                                                         |
| 제천군 동면(東面) | 읍내면(邑內面) | 고명리, 두학리, 흑석리                                                                                                 |
| 제천군 서면(西面) | 백운면         | 덕동리, 도곡리, 모정리, 방학리, 애련리, 운학리, 평동리, 화당리                                                         |
| 제천군 남면(南面) 강제리/장정리/진우동/(동면)백양동 일부/(근좌면)고지동 일부, 대랑동, 대장리, 동막리, 사전리/명지동, 사리방리, 월림리/대치리/(청풍군 북면)월림리 일부 | 성산면(城山面) | 강제리, 대랑리, 대장리, 동막리, 명지리, 양화리, 월림리, 산곡리                                                         |
| 제천군 북면(北面) | 송학면         | 도화리, 무도리, 송한리, 시곡리, 오미리, 입석리, 장곡리, 포전리                                                         |
| 청풍군 수하면(水下面) 단돈리, 방흥동, 부산리, 사오리, 오산리, 장선리, 진목리, 황석리, 후산리, 사기리, 호운리, 서운리, 명오리, 포탄리, 함암리                          | 수하면         | 단돈리, 방흥리, 부산리, 사오리, 오산리, 장선리, 진목리, 황석리, 후산리, 사기리, 호운리, 서운리, 명오리, 포탄리, 함암리 |
| 청풍군 근남면(近南面) 구곡리, 다불리, 도전리, 율지리, 서곡리, 전곡리, 지곡리                                                                                          | 수산면         | 구곡리, 다불리, 도전리, 율지리, 서곡리, 전곡리, 지곡리                                                                 |
| 청풍군 원남면(遠南面) 계란리, 괴곡리, 내리, 대전리, 수촌리, 수산리, 오치리, 원대리, 적곡리/(충주군 덕산면) 적곡동 일부                                                | 수산면         | 계란리, 괴곡리, 내리, 대전리, 수리, 수산리, 오티리, 원대리, 적곡리                                                     |
| 청풍군 북면(北面) | 금수면(錦繡面) | 구룡리, 사곡리, 성내리, 월굴리, 위림리, 적덕리, 중전리, 진리, 포전리, 활산리                                           |
| 청풍군 동면(東面) | 금수면(錦繡面) | 교리, 능강리, 도화리, 북전리, 상천리, 성리, 하천리, 학현리                                                             |
| 청풍군 읍내면(邑內面) | 비봉면(飛鳳面) | 계산리, 광의리, 도리, 물태리, 실리곡리, 연곡리, 읍리                                                                   |
| 청풍군 근서면(近西面) | 비봉면(飛鳳面) | 고명리, 단리, 대류리, 도곡리, 연론리, 용곡리, 신리, 양평리                                                             |
| 청풍군 원서면(遠西面) | 한수면         | 덕곡리, 북로리, 상로리, 서창리, 역리, 탄지리, 한천리, 황강리                                                           |
| 충주군 덕산면(德山面) | 한수면         | 복평리, 송계리 |
| 충주군 덕산면(德山面) | 덕산면         | 도기리, 도전리, 선고리, 성암리, 수곡리, 수산리, 신현리, 월악리                                                         |
- 1917년 금수면과 성산면을 금성면으로, 근우면과 근좌면을 봉양면으로 병합하고, 읍내면을 제천면으로, 비봉면을 청풍면으로 개칭하였다.
- 1929년 10월 14일 금성면 일부를 수산면에 편입하고, 수하면을 한수면과 청풍면에 분할 편입하였다.[4]

| 도령 제13호                                                                   |             |
| 구 행정구역                                                                   | 신 행정구역 |
| 금성면 도화리, 능강리, 상천리, 하천리, 성리                                   | 수산면 일부 |
| 수하면 진목리, 오산리, 방흥리, 단돈리, 사오리, 부산리, 장선리, 후산리, 황석리 | 청풍면 일부 |
| 수하면 사기리, 호운리, 서운리, 명오리, 포탄리, 함암리                         | 한수면 일부 |
- 1940년 11월 1일 제천면을 제천읍으로 승격하였다.[5] (1읍 8면)
- 1947년 1월 31일 금성면 일부를 청풍면으로 편입하였다.[6]

| 도령 제36호                 |             |
| 구 행정구역                 | 신 행정구역 |
| 금성면 교리, 북진리, 학현리 | 청풍면 일부 |
| 수산면 도화리               | 청풍면 일부 |
| 청풍면 고명리               | 수산면 일부 |
- 1973년 7월 1일 덕산면 수곡리를 수산면으로 이관하였다.
- 1980년 4월 1일 제천군 제천읍이 제천시로 승격되었다.[7]
- 1983년 2월 15일 제원군 금성면 및 봉양면 각 일부가 제천시에 편입되었다.[8]

| 대통령령 제11027호            |             |
| 구 행정구역                   | 신 행정구역 |
| 금성면 명지리, 강제리, 산곡리 | 제천시 일부 |
| 봉양면 천남리, 왕암리, 신리   | 제천시 일부 |
- 1987년 1월 1일 중원군 및 단양군과의 행정구역 경계가 조정되었다.[9]

| 대통령령 제11027호                                    |                    |
| 구 행정구역                                           | 신 행정구역        |
| 단양군 어상천면 자작리                                | 제천시 일부        |
| 한수면 사기리, 명오리, 서운리, 호운리, 함암리, 포탄리 | 중원군 동량면 일부 |
- 1989년 1월 1일 제원군 금성면 대랑리를 제천시로 편입하고, 중원군 산척면 원월리를 제원군 백운면에 편입하였다.
- 1991년 1월 1일 제원군을 제천군으로 명칭을 환원하였다.
- 1995년 1월 1일 제천시 및 제천군의 각 일원을 관할로 도농복합형태의 제천시가 설치되었다.[10] 봉양면이 봉양읍으로 승격되었다.[11] (1읍 7면 13동)
- 1998년 9월 25일 남천동을 중앙동으로, 두학동을 동현동으로, 화산1동, 화산2동을 화산동으로, 영천1동 영천2동을 영천동으로 합동하였다.[12] (1읍 7면 9동)
- 2003년 7월 7일 구 중앙동과 의림동 및 명서동 일부를 중앙·의림·명동으로, 명서동 일부와 영천동을 서부·영천동으로 합동하고, 구 남천동을 동현동으로 편입하여 남천·동현동과 신백·두학동으로 분동하고 교동의 일부와 청전동의 일부를 관할로 고암·모산동을 신설하였다.[13] (1읍 7면 9동)
- 2011년 1월 1일 고암·모산동을 의암동으로, 중앙·의림·명동을 인성동으로, 남천·동현동을 남현동으로, 서부·영천동을 영서동으로, 신백·두학동을 신백동으로 각각 개칭하였다. (1읍 7면 9동)[14]
- 2017년 1월 1일 의암동을 의림지동으로, 인성동을 중앙동으로 개칭하였다. (1읍 7면 9동)[15]